# Lotki (lotnictwo)

Działanie lotek (zaznaczonych ciemnobrązowym kolorem) w samolocie

Lotki – powierzchnie sterowe statku powietrznego, służące do kontroli jego przechylenia, czyli obrotu wzdłuż osi podłużnej. Lotki są najczęściej zamocowane zawiasowo na krawędzi spływu skrzydeł (płata) w pobliżu końcówek, ale mogą zajmować nawet połowę długości skrzydła np. w samolotach akrobacyjnych (skuteczność lotek zależy od ich rozmiaru). Uczestniczą w zakręcaniu samolotu.

## Działanie lotek
Wychylenie lotki danego skrzydła w dół powoduje wysklepienie profilu i wzrost siły nośnej na tym skrzydle. Wychylenie lotki do góry natomiast powoduje zmniejszenie wysklepienia profilu, a zarazem zmniejszenie siły nośnej skrzydła.
Sterowanie przechyleniem samolotu osiąga się przez wychylenie lotek na lewym i prawym skrzydle w przeciwnych kierunkach (zobacz animację) – wychylenie drążka sterowego w prawo powoduje wychylenie prawej lotki ku górze, a lewej ku dołowi – i odwrotnie. Powstająca w ten sposób asymetria siły nośnej skrzydeł powoduje powstanie momentu przechylającego statek powietrzny w tym samym kierunku, w którym został wychylony drążek.
W locie normalnym lotki wraz ze sterem kierunku używane są do wykonywania zakrętów – w tym przypadku drążek wychylany jest w tym samym kierunku, co orczyk (tzw. zgodne działanie sterów). Możliwe jest również przeciwne użycie lotek i steru kierunku – np. w celu wykonania ześlizgu lub likwidacji trawersowania na niskiej wysokości.

## Moment oporowy lotek
Poza zmianą siły nośnej, wychylenie lotek powoduje wzrost oporu aerodynamicznego skrzydeł. Jeśli lotki wychylają się symetrycznie, opór ten jest większy na tym skrzydle, na którym lotka wychylona jest w dół. Jest to zjawisko niekorzystne.
Różnica oporów powoduje powstanie momentu oporowego lotek, która to siła powoduje obrót statku powietrznego wokół osi pionowej, w kierunku przeciwnym do przechylenia. Aby zapobiec powstawaniu tego momentu, stosuje się jedno z dwóch rozwiązań:
- różnicowe wychylenie lotek – lotka jest wychylana w dół w mniejszym stopniu niż lotka wychylana w górę – stawia większy opór – co jest korzystne podczas zakrętu,
- odpowiedni kształt lotek – lotkę projektuje się w taki sposób, aby jej dolna powierzchnia była wysunięta do przodu w stosunku do osi obrotu – wtedy, w momencie wychylenia lotki do góry, jej nosek wysuwa się do dołu, powodując zwiększenie oporu na tym skrzydle[a].

## Flatter
Zazwyczaj lotki zawierają wyważenie masowe, które polega na odpowiednim dociążeniu ich nosków wyliczoną masą. Ma to redukować możliwość wystąpienia drgań samowzbudnych (flatter) w użytkowanym zakresie prędkości lotu.

## Klapolotki
W statkach powietrznych można spotkać połączenie lotek z klapami (tzw. klapolotki), które charakteryzują się większą sprawnością przy mniejszych prędkościach.